# 松沢はつみのミュージックシャッフル
松沢はつみのミュージックシャッフルとは、南海放送で放送されていたラジオ番組。2010年4月の改編にあわせ、「松沢はつみの南海クラシックス」に改題された。

## 備考
- 開始半年間はサブタイトル「決戦は日曜日」がついていた。

## タイムテーブル
- 14:55 愛媛新聞ニュース
- 15:00 Dr.角南のOH!脳!?
- 15:55 愛媛新聞ニュース

| 南海放送 日曜日の午後の番組 | 南海放送 日曜日の午後の番組        | 南海放送 日曜日の午後の番組  |
| 前番組                      | 番組名                             | 次番組                       |
| --------------------------- | ---------------------------------- | ---------------------------- |
| 英子の日曜はダメよ          | 松沢はつみのミュージックシャッフル | 松沢はつみの南海クラシックス |